# Автоной
Автоно́й (др.-греч. Αὐτόνοος) — персонаж греческой мифологии, сын Меланея, отец Эродия, Анфа, Схенея («камыш»), Аканфа («чертополох») и дочери Аканфиды (Аканфиллиды). Эродий был табунщиком. Однажды его кобылицы растерзали Анфа. Автоной не пришел на помощь сыну, а его жена Гипподамия, не справившись с лошадьми, тоже погибла. Зевс и Аполлон из жалости превратили всю семью Автоноя в птиц, а его самого, оплакивавшего сына, в выпь